# Nádia Carvalho
Nádia de Almeida Carvalho (Rio de Janeiro, 16 de abril de 1955 — Rio de Janeiro, 11 de julho de 2022) foi uma atriz e dubladora brasileira. Nádia era filha do também ator Rafael de Carvalho.

## Carreira
Nádia foi famosa como atriz devido sobretudo ao papel de Santinha Pureza, na Escolinha do Professor Raimundo. Fez algumas outras participações na TV a exemplo de Caso Verdade, Tele-Tema, Chico Anysio Show, Sítio do Pica-Pau Amarelo, Memórias de Amor, Memórias de um Gigolô e Zorra Total. Fez também uma participação especial no Sítio do Picapau Amarelo, em 2005.
Nos anos 70/80 já havia feito várias peças teatrais com o diretor Luis Mendonça, dentre as quais as revistas Rio de Cabo a Rabo, O Último dos Nukupirus e A Tocha na América. Ainda nos anos 80, participou também do espetáculo Sem Sutiã - Um Revista Feminista e do musical infantil Tistú - O Menino do Dedo Verde.
Foi indicada a Melhor Dubladora de Coadjuvante no Prêmio Yamato de 2005 por seu papel como Edna Mode, em Os Incríveis.
Venceu a categoria Melhor Narração ou Locução do Prêmio Yamato de 2007 por seu trabalho em Desperate Housewives.

## Morte
Nádia faleceu a 11 de julho de 2022 no Rio de Janeiro, dias após sofrer um acidente vascular cerebral (AVC) fulminante.

## Dublagens
- Edna Moda - Os Incríveis;[8]
- Lin Beifong - A Lenda de Korra;[8]
- Agripina Perez (Carmen Salinas) - Maria do Bairro;[9]
- Afrodite (Alexandra Tydings) - Xena, a Princesa Guerreira e Hércules;[9]
- Mãe da Luluzinha (Dona Martha Palhares) - Luluzinha.[9]
- Mãe do Timão (em Rei leão 3).
- Gladys "Vovó" - A Era do Gelo 4 e A Era do Gelo: O Big Bang[10]

## Filmografia

### Televisão
| Ano  | Título                          | Personagem           | Notas                     |
| ---- | ------------------------------- | -------------------- | ------------------------- |
| 1979 | Memórias de Amor                | Melica               |                           |
| 1979 | Sitio do Pica-Pau Amarelo       | Rosinha              | "Emília, Romeu e Julieta" |
| 1982 | Caso Verdade                    | Irmã Dulce jovem     | Caso "Irmã Dulce"         |
| 1982 | Chico Anysio Show               | —                    |                           |
| 1984 | Rabo de Saia                    | Florência            |                           |
| 1990 | Escolinha do Professor Raimundo | Dona Santinha Pureza |                           |
| 1991 | Estados Anysios de Chico City   | —                    |                           |
| 2005 | Sítio do Picapau Amarelo        | Gláucia              |                           |